# Pihalni orkester železarjev Ravne
Pihalni orkester železarjev Ravne je pihalni orkester železarjev Ravne.

## Kratek opis orkestra
PIHALNI ORKESTER ŽELEZARJEV RAVNE je orkester, čigar korenine segajo v davno leta 1902. Orkester se lahko pohvali z bogato preteklostjo in tudi s sedanjimi dosežki na področju glasbenih tekmovanj doma in v tujini. Z osvojenimi zlatimi odličji na svetovnih prvenstvih na Nizozemskem (Kerkrade 78, 89, 97 ter 2001), se orkester uvršča med samo svetovno elito na področju amaterskih pihalnih orkestrov.
Dirigent današnjega devetdeset-članskega kolektiva je mojster Srečko Kovačič, solist mariborske opere in tudi v njegovi vitrini se od 1997 leta nahaja zlata nizozemska kolajna s posebno pohvalo, na katero smo še posebej ponosni. Orkester oblikuje pretežen del kulturnega dogajanja na Ravnah, pogosto je gost različnih festivalov doma in v tujini. Posega po najzahtevnejši literaturi Mozarta, Čajkovskega, Scassole, idr. seveda mu ni tuje nobeno delo zabavnega in narodno zabavnega žanra. V svojem bistvu je ostal tudi čisto tipična pihalna godba s koračnicami in parado.
Pihalni orkester deluje že vrsto let, saj je bil ustanovljen davnega leta 1902. Skozi vsa leta je dosegal številne uspehe na glasbenem področju. Kot največji uspeh si pihalni orkester šteje pet zlatih medalj na štirih svetovnih prvenstvih pihalnih orkestrov.
Leta 1978 se je Pihalni orkester železarjev Ravne odločiI sodelovati na 8. svetovnem prvenstvu pihalnih orkestrov na Nizozemskem, v mestu Kerkrade. Orkester je na tem tekmovanju dosegel zlato medaljo, saj je dosegel 297 točk od 360 možnih. S tem se je orkester prvič z zlatimi črkami vpisal v anale svetovnih prvenstev. Leta 1989 ga je na prvenstvo povabil organizator sam. Da si deležen takšnega povabila je potrebna predhodna potrditev. Na tem prvenstvu se je orkester odločil sodelovati v dveh disciplinah, in sicer v koncertnem delu ter paradnem delu. V koncertnem delu je orkester dosegel 319,5 točk in prejel zlato medaljo. V korakanju pa je dosegel 84 točk in prav tako prejel zlato medaljo. Tako je orkester postal edini orkester iz Slovenije, ki je prejel dve zlati odličji na svetovnem prvenstvu hkrati. Leto 1997 je bilo za orkester zapisalo kot eno najuspešnejših. Poleg otvoritve novega glasbenega doma, se mu je izpolnila se želja po zlati medalji na svetovnem prvenstvu. S 333 točkami je orkester prejeli zlato medaljo s pohvalo. Da dobiš poleg zlate medalje še pohvalo, moraš doseči več kot 324 točk in to je orkestru uspelo z dirigentom Srečkom Kovačičem. Vendar pa se orkester pri vseh teh uspehih ni ustavil. Leta 2001 se je ponovno podal na tekmovanje in to v najvišjo možno kategorijo, to je koncertno skupino. V tej skupini je lahko nastopilo samo enajst najboljših svetovnih orkestrov, ki so bili izbrani na osnovi referenc in predhodnih uspehov. Tudi v tej skupini je orkester vrhunsko koncertiral in s svojim programom potrdil visoko kakovost.
Po uspešnem nastopu leta 2001 je orkester na osnovi povabila organizatorja v letu 2005 ponovno nastopil v kategoriji petnajstih najboljših svetovnih orkestrov in prav taka izvedel vrhunski koncert. Tako je Pihalni orkester železarjev Ravne edini orkester iz Slovenije, ki mu je uspelo dvakrat nastopiti v najvišji koncertni kategoriji svetovnega prvenstva, za kar je potrebna velika požrtvovalnost in profesionalna organiziranost sicer amaterskega orkestra. Poleg tekmovanj orkester s svojimi koncerti in paradami navdušuje poslušalce tako doma kot v tujini. Orkester je prepotoval že velik del Evrope (večkrat je gostoval v Italiji, Španiji, Nemčiji, Česki, Franciji, Angliji, Hrvaški in na
Nizozemskem). Skozi vse te uspehe orkester dobiva vedno več ponudb, saj ga vabijo v Francijo, Italijo, Avstrijo, Španijo, Veliko Britanijo, Združene drzave Amerike ...
V letu 2003 je orkester sodeloval na veliki evro paradi v italijanskem mestu Gulianova in dosegel absolutno prvo mesto v paradnem programu. Tako je orkester navdušil številno občinstvo in strokovno komisijo in prejel pokal predsednika Italije, ki je bil pokrovitelj festivala.
Od prestižnih nagrad do prestižne budnice. Vsakoletni jutranji ritual, namesto skodelice dišeče vroče kave, a še vedno boljša in izvrstna poživitev. Govorimo seveda o prvomajski budnici. V Pihalnem orkestru Železarjev Ravne že od samega začetka poleg koncertov in tekmovanj skrbimo tudi za prisotnost glasbe po ravenskih naseljih in vaseh. Že vrsto let se 1. maja zgodaj zjutraj odpravimo po ustaljenih točkah in Ravenčanom zaigramo prvomajsko budnico. Povsod nas sprejmejo odprtih rok, kar se kaže, da Ravenčani resnično Živijo z muziko", kot rečejo našemu orkestru. Pihalni orkester železarjev Ravne že nekaj let usodno vodi dirigent Srečko Kovačič, ki prenaša bogate izkušnje na člane orkestra in s tem orkestru da je smernice za odličen umetniški razvoj.

## Odlikovanja in nagrade
Leta 2000 je orkester prejel častni znak svobode Republike Slovenije z naslednjo utemeljitvijo: »ob stoletnici uspešnega in zaslužnega delovanja na področju ljubiteljske glasbene dejavnosti«.

## Diskografija
- Moški pevski zbor VRES DPD »Svoboda« Prevalje, Pihalni orkester ravenskih železarjev, Mladinski zbor MKUD Franci Paradiž Gimnazije Ravne na Koroškem, Otroški zbor Osnovne šole Miloš Ledinek Črna na Koroškem – Koroška Titu, dirigent Alojz Lipovnik (COBISS) (plošča, RTV Ljubljana,1979)
- Godba Milice, Pihalni orkester Francija Puharja, Delavska pihalna godba Trbovlje, Plesni orkester RTV Ljubljana, Delavski pihalni orkester Zagorje ob Savi, Rudarska godba Titovo Velenje, Pihalni orkester ravenskih železarjev − Slovenske koračnice, dirigenti Vinko Štrucl, Mihael Gunzek, Franc Gornik, Jože Privšek, Alojz Lipovnik,  (COBISS) (kaseta, RTV Ljubljana, 1986)
- Pihalni orkester železarjev Ravne − Praznični zvoki: 85 let Pihalnega orkestra ravenskih železarjev, dirigent Lojze Lipovnik,  (COBISS) (kaseta, 1987)
- Pihalni orkester železarjev Ravne − Wereld muziek concours: Kerkrade `89, dirigent Lojze Lipovnik,  (COBISS) (kaseta, 1989)
- Pihalni orkester železarjev Ravne − Zlati zvoki: Kerkrade 1997, dirigent Srečko Kovačič,  (COBISS) (CD, 1997)
- Pihalni orkester železarjev Ravne − 14. svetovno tekmovanje pihalnih orkestrov: Kerkrade 2001, dirigent Srečko Kovačič,  (COBISS) (CD, 2001)